# Олсуфьев, Адам Васильевич (1833)
Эта статья об генерал-лейтенанте; о статс-секретаре см. Олсуфьев, Адам Васильевич.
Граф Адам Васильевич Олсуфьев (1 (13) февраля 1833 —1 (14) октября 1901) — генерал-лейтенант (1881), генерал-майор Свиты Его Императорского Величества (1868), музыкант-любитель, климатолог. Владелец подмосковной усадьбы Никольское-Горушки. Приятель Л. Н. Толстого.

## Биография
Происходил из графской (с 1856 года) линии рода Олсуфьевых. Второй сын графа Василия Дмитриевича и Марии Алексеевны Спиридовой, дочери адмирала Алексея Григорьевича Спиридова.
Окончил Пажеский корпус (имя записано на мраморную доску), был выпущен из камер-пажей в корнеты лейб-гвардии Гусарского полка. 17 апреля 1855 года пожалован во флигель-адъютанты. 30 августа 1868 года на основании манифеста произведён в генерал-майоры с назначением в Свиту Его Императорского Величества. Состоял при 1-й гвардейской пехотной дивизии.
Вместе с братом Александром, другом и адъютантом цесаревича Александра Александровича, входил в число постоянных участников септета великого князя, образованного в 1869 году. Братья играли на корнетах. Кроме них ансамбль включал: принца Александра Петровича Ольденбургского (альтгорн), генерала Михаила Викторовича Половцова (альтгорн), полковника Александра Александровича Берса (бас). Последний в своих воспоминаниях писал: «Проводя раннюю весну в Царском Селе, его высочеству, как я упомянул выше, вдруг приходило желание поиграть на чистом весеннем воздухе: нам рассылали телеграммы, и мы все являлись в Царское Село. Для игры мы устраивались обыкновенно в саду, где-нибудь в тени. Медные инструменты звучали на воздухе мягко; прохожие и проезжие останавливались и прислушивались к звукам. Это тешило великого князя, а нас заставляло играть лучше.»
30 августа 1881 года произведён в генерал-лейтенанты. В 1882 году вышел в отставку,после чего большую часть времени проводил в имении Никольское-Горушки, полученном в приданое.
Ещё одним из увлечений графа Олсуфьева была климатология. В имении Никольское-Горушки он создал климатологическую станцию и на основании многолетних наблюдений написал несколько книг, в том числе: «Метеорологический дневник для сельских хозяев» (Санкт-Петербург: тип. Э. Арнгольда, 1880), «Климатология Николо-Горушкинской метеорологической станции, находящейся в Дмитровском уезде Московской губернии» (Санкт-Петербург: тип. Имп. Акад. наук, 1893).

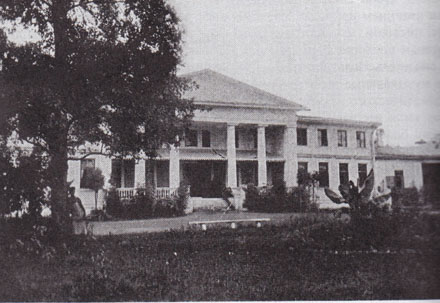
Усадьба Горушки (Обольяново) при Олсуфьевых

Интересовался Олсуфьев и другими науками. Так, летом 1887 года в Никольском жили члены экспедиции Русского физико-химического общества во главе с профессором Н. Г. Егоровым, собравшиеся для наблюдения полного солнечного затмения 7 августа . Готовясь осуществить свой знаменитый полёт, Д. И. Менделеев посетил Никольское, чтобы, со слов супруги Анны Ивановны, узнать, «нельзя ли во время поднятия сделать ещё какие-либо наблюдения какие, может быть, ему не приходили в голову. Хозяин Обольянова А. В. Олсуфьев любезно предложил Дмитрию Ивановичу карманный анероид, показывающий высоту до 2 верст. С членами комиссии Дмитрий Иванович обсуждал также подробности относительно фотографирования».
Много времени и сил Олсуфьевы уделяли обустройству имения и заботе о жителях. «Большая и богатая усадьба» была предоставлена в пользование «также и большого её населения. Скотный двор, фруктовый сад, конюшни и прочие угодия обслуживали не только семью владельцев, но и многочисленных больных с медицинским персоналом, большие семьи служащих: учителей, садовников, приказчиков, престарелых служащих и многих других жителей Никольского.» Художник П. И. Нерадовский, бывавший в Никольском, вспоминал, что «жизнь семьи Олсуфьевых была не совсем обычной для аристократической среды: она была тесно связана с жизнью их бывших крестьян». Хозяева выстроили и содержали больницу и школу, где преподавало молодое поколение Олсуфьевых, помогали наиболее способным ученикам получить среднее, а иногда и высшее образование. В имении был организован духовой оркестр, устраивались музыкальные вечера и домашние спектакли.

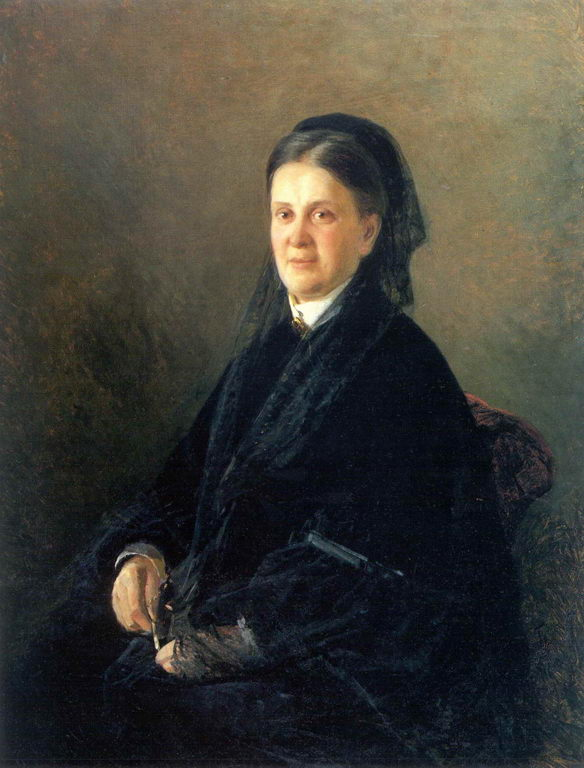
Графиня Анна Михайловна на портрете Николая Ге (1881)

Олсуфьевы жили широко, и двери их дома были открыты для родственников и друзей. «В Никольское круглый год съезжались многие известные интересные люди: ученые, врачи, писатели, художники, музыканты — люди самого разнообразного общественного положения.» Особенно близок с семьёй своей четвероюродной сестры Анны Михайловны был Лев Толстой. Он любил гостить у них в особняке на набережной Фонтанки и в имении. Софье Андреевне Лев Николаевич сообщал: «Я здесь пилю и колю дрова — я чувствую себя совсем бодрым и сплю прекрасно». В Никольском он работал над повестью «Смерть Ивана Ильича», рассказом «Хозяин и работник», романом «Воскресение». 19 февраля 1896 года Толстой писал В. Г. Черткову: «Они такие простые, очень добрые люди, что различие их взглядов с моими — и не различие, а непонимание того, чем я живу, не тревожит меня». Сообщая об оставшейся незаконченной драме «И свет во тьме светит», Лев Николаевич писал дочери Маше: «Мы с Таней дожили до нынешн[его] дня, 9, субботы, и нынче едем. Было очень хорошо. Хотя я мало подвинулся в своей работе. Очень доброты много во всех Олсуф[ьевых]. Неохота писать.»
Случившаяся в 1898 году смерть дочери потрясла Олсуфьевых. Подруга Лизы, Татьяна Толстая, писала: «Родители жалкие, старые, потерявшие с нею всю радость и веселье жизни.» Ещё через год умерла Анна Михайловна.
Граф Адам Васильевич Олсуфьев скончался в 1901 году и был похоронен на семейном кладбище возле Никольского храма. В письме к брату Сергею Николаевичу Толстой писал: «Умер А. В. Олсуфьев, утром ходил, за 10 минут говорил, знал, что умирает, прощаясь со всеми, давал советы детям и часто повторял „Я никак не думал, что так легко умирать“. У него была сахарная болезнь, которая понемногу изводила его.»

## Семья

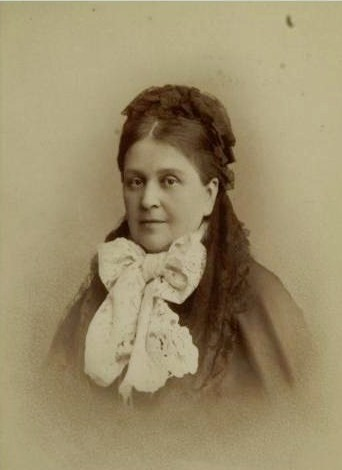
Графиня Анна Михайловна

Жена  — Анна Михайловна Обольянинова (10.10.1835—1899), фрейлина двора, дочь полковника Михаила Михайловича Обольянинова (1795—1856). Она приходилась племянницей канцлеру А. М. Горчакову и внучатой племянницей генерал-прокурору П. Х. Обольянинову. От отца унаследовала имение Никольское-Горушки. По словам графа С. Д. Шереметева, графиня Анна Михайловна была дама с большими претензиями на ученость и на оригинальность. Она внесла в патриархальную семью мужа новый элемент — отрицательный, ибо была не только вольнодумной, а просто-напросто была женщиной весьма опасной, и вкрадчивой, и властной, и совершенно без всякой религии. Она много повредила своим влиянием, в особенности когда была молода и довольно красива. 

Анна Михайловна типичная bas bleu говорила с увлечением о французской революции, о Луи Блане, разыгрывала роль хозяйки политического салона, которого у ней не было. Она жила в высших сферах и, как говорила, владела абстрактом. Муж её, прекрасный человек, был далек от этих интересов. С серьгой в ухе, как все Олсуфьевы, и постоянным посвистыванием, он производил впечатление постороннего человека в доме. Главой в доме была графиня, а руководил ею и жизнью в доме доктор Дубров...— Георгий Евгеньевич Львов
 В браке имела детей:
- Елизавета (1857—1898) — занималась благотворительностью, умерла, заразившись от крестьянских детей скарлатиной;
- Василий (25.03.1859—03.06.1875), умер от скоротечной чахотки;
- Михаил (25.09.1860[12]—1918) — крещен 23 октября 1860 года в Пантелеимоновской церкви при восприемстве граф А. В. Олсуфьева и девицы Е. М. Спиридоновой; дмитровский уездный предводитель дворянства, почётный мировой судья;
- Дмитрий (1862—1937) — член Государственного совета, почётный мировой судья.
- Мария (17.10.1864—2.02.1865[13]), умерла от воспаления легких, похоронена на кладбище возле Никольского храма.

## Награды
- орден Святого Станислава 2 степени (1863)
- Орден Святого Владимира 4 степени (1865);
- Орден Святого Владимира 3 степени (1870);
- Орден Святого Станислава 1 степени (1872);
- орден Святой Анны 1 степени (1875);
- Орден святого Владимира 2 степени (1879);
- Гессенский орден Филиппа Великодушного (1878)